# Anita Bay Bundegaard
Anita Bay Bundegaard (nascida a 31 de outubro de 1963, em Tejn) é uma ex-política do Partido Social-Liberal Dinamarquês. Entre 1998 e 2000, trabalhou como editora do jornal Politiken, antes de servir como Ministra de Assistência ao Desenvolvimento no governo de Poul Nyrup Rasmussen IV de 2000 a 2001. A partir de 2013, trabalhou como diretora da Save the Children em Genebra.